# Ampelisca amblyops
Ampelisca amblyops är en kräftdjursart som beskrevs av Georg Ossian Sars 1891. Ampelisca amblyops ingår i släktet Ampelisca och familjen Ampeliscidae. Arten är reproducerande i Sverige. Inga underarter finns listade i Catalogue of Life.